# Layne Staley
Layne Thomas Staley, född 22 augusti 1967 i Kirkland, Washington, USA, död 5 april 2002 i Seattle, Washington, var sångare i grungebandet Alice in Chains samt i supergruppen Mad Season.

## Biografi

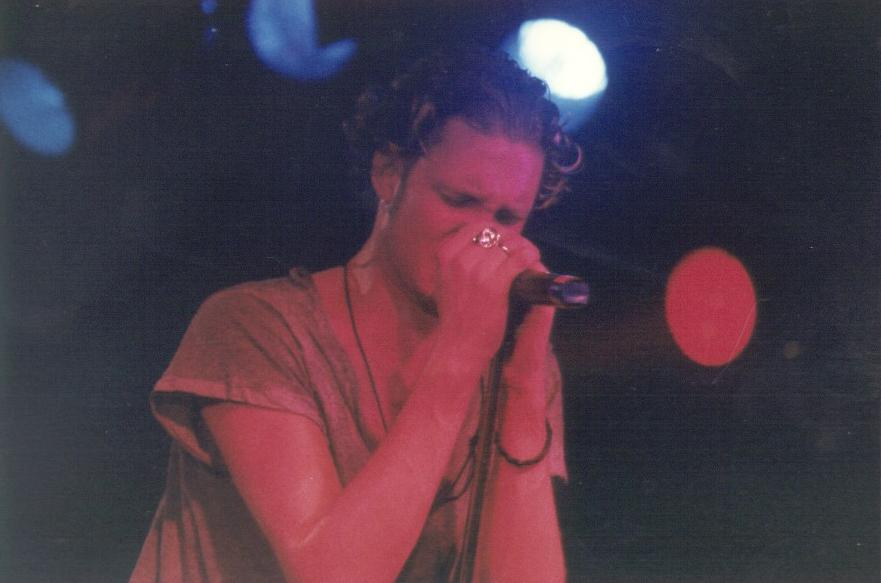
Layne Staley under en konsert 1992.

### Bakgrund
Layne Staley spelade trummor i ett flertal glamrockband under sina tidiga tonår men hade en önskan om att bli sångare. När han träffade gitarristen Jerry Cantrell 1987 bildade de Alice in Chains. Till en början spelade de glamrock för att senare hämta inspiration från heavy metal- och grungebanden från Seattle. 

### 1990-talet
Under 1990-talet kämpade Staley med ett heroinberoende. De mörkare sidorna av beroendet kom att influera Staleys texter. På Alice in Chains album Dirt märks det i sånger som "God Smack" och "Dirt". Jerry Cantrell bidrog också med texter som mest handlade om tankar kring döden. Detta märks särskilt i låten "Would?" som handlar om Andrew Wood, sångare i Mother Love Bone, som dog av en överdos heroin 1990.
Alice in Chains turnerade inte i samband med att EP:n Jar of Flies släpptes 1994, och det började gå rykten om Staleys beroende. Gruppen gjorde ett uppehåll under några år för att återsamlas kring inspelningen av det självbetitlade albumet Alice in Chains  som släpptes 1995. Samtidigt släpptes en video, The Nona Tapes, i vilken de skojade om ryktena kring Stayles beroende och att ett flertal källor hade förklarat honom död under uppehållet. Bandet kollapsade dock igen och misslyckades med att genomföra de planerade turnéerna för att marknadsföra albumet. I oktober 1996 dog Staleys före detta flickvän Demri Lara Parrott, och Staley blev alltmer tillbakadragen. Alice in Chains sista framträdande kom att bli i samband med inspelningen av albumet Unplugged i april 1996; Staley gjorde ett utmärkt framträdande trots att han var i dåligt skick.

### Död
Den 19 april 2002 påträffades Staley död i sin bostad två veckor efter att han tagit en överdos av heroin och kokain, en så kallad speedball. Ett sammanträffande är att Staley dog på den åttonde årsdagen av Kurt Cobains självmord 1994. Vännen och tidigare bandmedlemmen Jerry Cantrell, som hade försökt hålla kontakt med Staley och upprätthålla vänskapen, släppte soloalbumet Degradation Trip i juni 2002 och tillägnade det Staley.
Aaron Lewis, sångare i rockbandet Staind, skrev en hyllning till Staley betitlad "Layne" på Stainds album 14 Shades of Grey från 2003. Även Eddie Vedder skrev en hyllningslåt, "04/20/02" som finns gömd på Pearl Jams samlingsskiva Lost Dogs.

## Sångstil och image
Layne blev även känd för sin speciella röst, den ibland hesa och skrikande rösten. Han blandade rått och hårt med mjukt och lugnt, som även var Alice in Chains och grungens typiska sound. Men i andra låtar som till exempel, "Right Turn", "Nutshell", "Got Me Wrong" och "Brother" sjunger han med lugn, samlad röst. Layne var också känd för sin speciella utstyrsel, som han ofta bar solglasögon och hade bakåtslickat hår, som han även har i musikvideon för den klassiska låten "Would?".